# Anjouan
Anjouan ([ɑ̃.ʒu.ɑ̃]; còn được gọi là Ndzuwani hay Nzwani, theo sử sách là Johanna hay Hinzuan) là một hòn đảo tự trị nằm ở Ấn Độ Dương, nơi đây là một phần của Liên bang Comoros. Thủ phủ của đảo là thị trấn Mutsamudu. tính đến  năm 2006, dân số vào khoảng 277,500 người. Tổng diện tích đảo là 424 km vuông (163 dặm vuông).